# Município de Canelones
Canelones é um município uruguaio situado no departamento de Canelones. A sua sede municipal possui nome homônimo, sendo Canelones.

## Localização
O município encontra-se na região centro-oeste do departamento de Canelones, sul do riacho de Canelón Grande.

## Locais de Canelones
- Canelones (capital departamental e sede municipal)
- Juanicó
- Barrio Remanso
- Parada Cabrera
- Villa Arejo
- Paso Palomeque
- Paso Espinosa